# El dia dels morts
El dia dels morts és una pel·lícula estatunidenca dirigida per George A. Romero, estrenada l'any 1985. Ha estat doblada al català.

## Argument
Després de la invasió planetària dels morts vivents, un petit grup arriba en helicòpter per a trobar eventuals supervivents. A la base militar la tensió és forta entre les dues faccions presents: els militars i els científics. Els militars són partidaris de l'extermini implacable dels zombis mentre els científics investiguen un mitjà a fi d'erradicar la contaminació. A banda, un mort vivent diferent, perquè expressa emocions humanes, ha estat domesticat per un dels científics.

## Al voltant de la pel·lícula
- El pare de l'actriu Lori Cardille també va actuar a La nit dels morts vivents.
- El començament de la pel·lícula serveix d'introducció a «M1TA1», cançó del grup Gorillaz.
- En l'escena on el professor Logan dona objectes a Boubou, el llibre que li dona és Salem's Lot de Stephen King, un llibre fantàstic sobre vampirs que envaeixen una ciutat.